# Toltecaria
Toltecaria là một chi nhện trong họ Linyphiidae.